# أنجيلا مورتيمر
أنجيلا مورتيمر (بالإنجليزية: Angela Mortimer)‏ مواليد 21 أبريل 1932 في بليموث، هي لاعبة كرة مضرب إنجليزية. سبق أن كانت المصنفة الأولى عالمياً. هي إحدى بطلات الجراند سلام.

## بطولات حققتها
- بطولة ويمبلدون

## الخط الزمني للفردي
مفتاح
| ف | ن | ن.ن | ر.ن | د# | د.م | ل | أ.أ | ت | غ | ب | ف | ذ | م.خ | ل.ت |

(ف) فاز بالبطولة (ن) وصل النهائي (ن.ن) نصف النهائي (ر.ن) ربع النهائي (د#) الأدوار الأربعة الأولى (د.م) دور المجموعات (ل) شارك في كأس ديفيز (أ.أ) خرج من الأدوار الاولى (ت) خسر التصفيات التأهيلية (غ) غاب عن الحدث أو البطولة (ب) حصل على ميدالية برونزية (ف) حصل على ميدالية فضية (ذ) حصل على ميدالية ذهبية (م.خ) بطولة الماسترز خُفضت إلى مرتبة أقل (ل.ت) البطولة لم تعقد في السنة المعينة.
لتجنب الارتباك وازدواجية الحساب، يتم تحديث هذه المعلومات إما في نهاية البطولة، أو عندما تكون مشاركة اللاعب في البطولة قد انتهت.
| الدورة           | 1951  | 1952  | 1953  | 1954  | 1955  | 1956  | 1957  | 1958  | 1959  | 1960  | 1961  | 1962  | إجمالي ف/م |
| ---------------- | ----- | ----- | ----- | ----- | ----- | ----- | ----- | ----- | ----- | ----- | ----- | ----- | ---------- |
| أستراليا         | غ     | غ     | غ     | غ     | غ     | غ     | غ     | ف     | غ     | غ     | غ     | غ     | 1 / 1      |
| فرنسا            | غ     | غ     | د3    | غ     | ف     | ن     | غ     | غ     | غ     | غ     | غ     | غ     | 1 / 3      |
| بطولة ويمبلدون   | د2    | د3    | ر.ن   | ر.ن   | د2    | ن.ن   | د3    | ن     | ر.ن   | ر.ن   | ف     | د4    | 1 / 12     |
| الولايات المتحدة | غ     | ر.ن   | د3    | غ     | د1    | غ     | غ     | غ     | د1    | غ     | ن.ن   | غ     | 0 / 5      |
| م.ف              | 0 / 1 | 0 / 2 | 0 / 3 | 0 / 1 | 1 / 3 | 0 / 2 | 0 / 1 | 1 / 2 | 0 / 2 | 0 / 1 | 1 / 2 | 0 / 1 | 3 / 21     |

- إجمالي ف / م = إجمالي الفوز والمشاركة

## روابط خارجية
- أنجيلا مورتيمر على موقع رابطة محترفات التنس (الإنجليزية)
- أنجيلا مورتيمر على موقع الاتحاد الدولي لكرة المضرب (الإنجليزية)
- أنجيلا مورتيمر على موقع كأس بيلي جين كينغ (الإنجليزية)
- أنجيلا مورتيمر على موقع قاعة مشاهير كرة المضرب الدولية (الإنجليزية)
- أنجيلا مورتيمر على موقع خلاصة التنس.كوم (الإنجليزية)